# Hafizabad
Hafizabad est une ville située dans la province du Pendjab au Pakistan. Elle est la capitale du district d'Hafizabad.
La population de la ville a été multipliée par près de quatre entre 1972 et 2017, passant de 61 597 habitants à 245 784. Entre 1998 et 2017, la croissance annuelle moyenne s'affiche à 3,2 %, largement supérieure à la moyenne nationale de 2,4 %. En 2023, la population de la ville monte à 318 621 habitants.
La ville est essentiellement pendjabie, puisque près de 94 % des habitants en parlent la langue, tandis qu'environ 5 % des habitants ont l'ourdou pour langue maternelle.
Essentiellement musulmane, la ville compte une petite minorité chrétienne, comptant près de 5 000 fidèles, moins de 2 % des habitants de la ville.
Le taux d'alphabétisation de la ville s'élève à 76 % en 2023 (contre une moyenne nationale de 61 %), dont 78 % pour les hommes et 73 % pour les femmes.
|            | 1972 (rec.) | 1981 (rec.) | 1998 (rec.) | 2017 (rec.) | 2023 (rec.) |
| ---------- | ----------- | ----------- | ----------- | ----------- | ----------- |
| Population | 61 597      | 83 464      | 133 678     | 245 784     | 318 621     |